# Les Filles du cantonnier

Les Filles du cantonnier est un film muet français réalisé par Louis Feuillade, sorti en 1909.

## Distribution
- Renée Carl
- Maurice Vinot
- Christiane Mandelys